# Premios de la Asociación de críticos de cine de Austin 2013
Los premios de la Asociación de críticos de cine de Austin fueron entregados el 17 de diciembre de 2013, con motivo de premiar lo mejor en materia cinematográfica realizado en ese año.

## Premios
Mejor Película
- Her  (Spike Jonze)

Nominadas
- 12 Years a Slave
- Gravity
- El lobo de Wall Street
- Inside Llewyn Davis
- Short Term 12
- MUD
- Before Midnight
- Dallas Buyers Club
- Captain Phillips

Mejor Dirección
- Alfonso Cuarón (Gravity)

Mejor Actor
- Chiwetel Ejiofor (12 Years a Slave)

Mejor Actriz
- Brie Larson (Short Term 12)

Mejor actor de reparto
- Jared Leto (Dallas Buyers Club)

Mejor actriz de reparto
- Lupita Nyong'o (12 Years a Slave)

Mejor guion original
- Spike Jonze (Her)

Mejor guion adaptado
- John Ridley (12 Years a Slave)

Mejor película extranjera
- La vida de Adèle (Francia)

Mejor película animada
- Frozen ( Chris Buck , Jennifer Lee)

Mejor película documental
- The Act of Killing (Joshua Oppenheimer)

Mejor banda sonora
- Arcade Fire (Her)

Mejor fotografía
- Emmanuel Lubezki (Gravity)

Mejor actuación revelación
- Brie Larson (Short Term 12)

Mejor ópera prima
- Fruitvale Station ( Ryan Coogler)

Austin Film Award
- Before Midnight (Richard Linklater)

Nominada
- Before You Know It (PJ Raval)

Premio Especial Honorario
- Scarlett Johansson (Her)